# Brutal Assault
Brutal Assault – festiwal muzyki metalowej odbywający się co roku w sierpniu w Czechach. Do edycji XI w roku 2006 odbywał się w Svojšicach. Od XII edycji w 2007 r. zmieniono lokalizację na Jaroměř, gdzie festiwal odbywa się na terenie Twierdzy Josefov.